# Moustoir-Ac

Moustoir-Ac este o comună în departamentul Morbihan, Franța. În 1 ianuarie 2022 avea o populație de 1.713 de locuitori.